# 柳羽凤丫蕨
柳羽凤丫蕨（学名：Coniogramme emeiensis var. salicifolia）为裸子蕨科凤丫蕨属下的一个变种。

## 扩展阅读
- 維基物種上的相關：柳羽凤丫蕨